# Wittelsbach–Graff-gyémánt

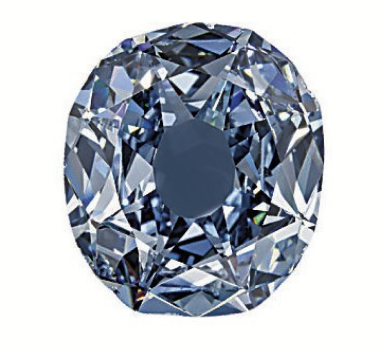
A Wittelsbach-Graff gyémánt

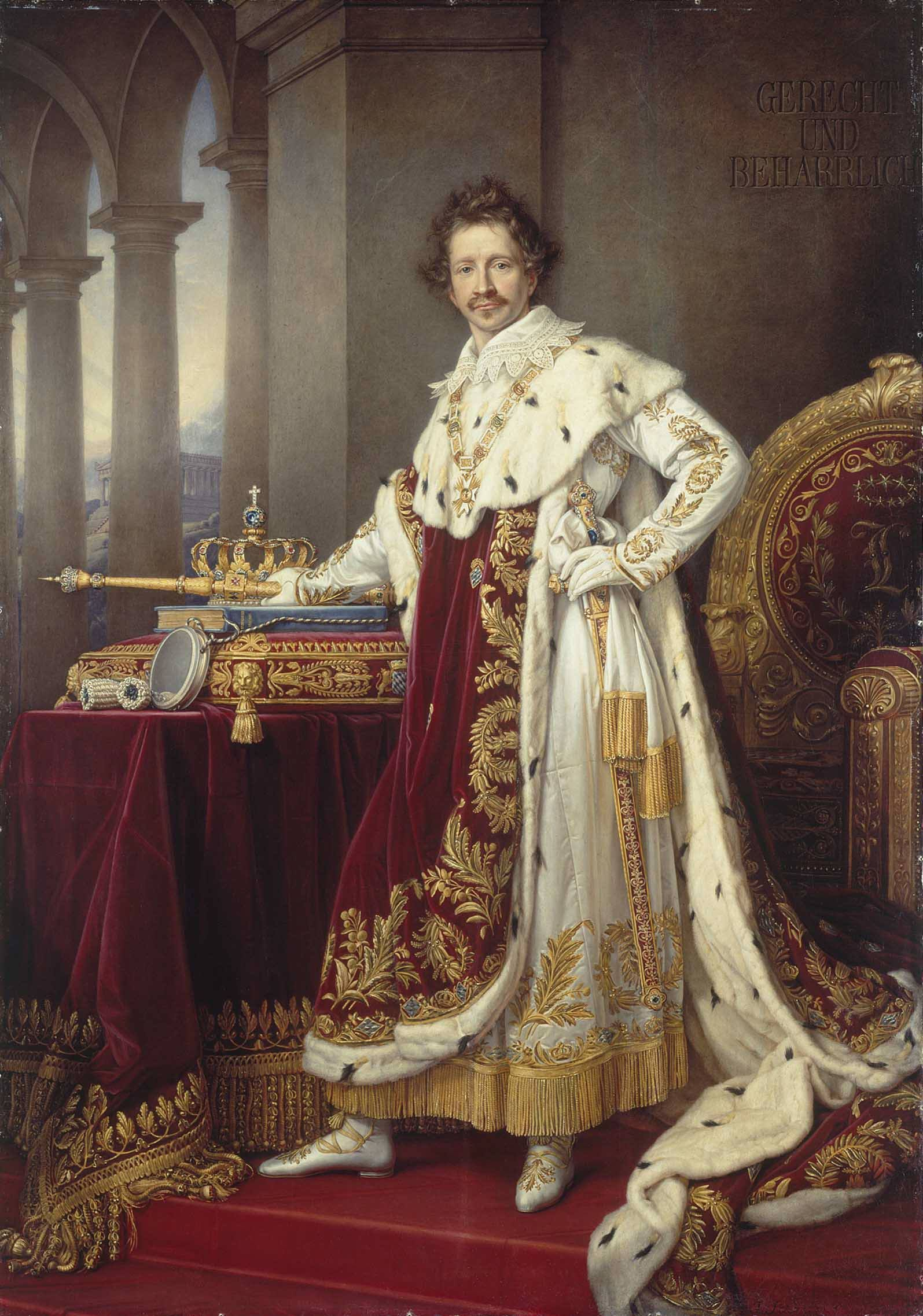
A gyémánt a bajor koronán (a kereszt alatt) Festmény: Joseph Karl Stieler

A 35,56 karátos, hibátlan kék Wittelsbach–Graff-gyémántot a Wittelsbach-ház 1722-ben, házassági hozományként szerezte meg a Habsburgoktól.
A később Kék Wittelsbach néven világhírűvé vált gyémánt a bajor uralkodói ékszerek része lett. Mikor 1806-ban Napóleon hozzájárulásával Bajorország királyság lett, I. Miksa a ceremóniára készíttetett korona legtetejébe foglaltatta. Egészen 1918-ig volt a korona része. Az anyagilag megszorult család a gazdasági válság közepén megpróbálta értékesíteni a páratlan drágakövet, ez azonban csak 1951-ben sikerült nekik. 1958-ban a követ a Brüsszeli Világkiállításon is bemutatták. Az 1960-as évek elején a tulajdonos Goldmuntz család újra akarta vágatni, de az ékszerész Joseph Komkommer a kő történelmi jelentőségét felismerve ezt megtagadta. Ezért a követ 1964-ben ismét eladták, s ezután jó ideig eltűnt a nyilvánosság elől.
2008-ban azonban a Christie’s árverésén újra felbukkant, s rekordáron, a gyémántért kifizetett legnagyobb összegért, 16,4 millió angol fontért talált gazdára. A korábbi rekorder egy százkarátos kő volt, amely 11 millió fontért kelt el 1995-ben. Megvásárlója Lawrence Graff angol ékszerész, aki szerint a gazdasági válság miatt potom áron jutott a kőhöz.
2009-ben újracsiszoltatta azt, s a 31,06 karátosra csökkent drágakő azóta a Wittelsbach–Graff-gyémánt nevet viseli. Ezt a lépést sokan bírálták, s azt mondták, hogy ez olyan tett, mintha a Mona Lisát festenék újra.
A gyémántot 2009-ben a másik híres kék gyémánttal, a 45,52 karátos Hope-gyémánttal együtt a washingtoni Smithsonian Intézetben a nagyközönség is megcsodálhatta.